# Brennisteinsfjöll
Brennisteinsfjöll är kullar i republiken Island. De ligger i regionen Suðurland. Brennisteinsfjöll ligger cirka 20–40 km sydost om Reykjavík på gränsen mellan sýslorna Gullbringasýsla i väster och Árnessýsla i öster.

## Brennisteinsfjölls vulkansystem

### Avgränsning:bergskedjaoch vulkansystem
Det är nödvändigt att skilja bergskedjan Brennisteinsfjöll, som går från sydväst till nordost på den östra sidan av sjön Kleifarvatn, från vulkansystemet med samma namn.
Bergskedjan Brennisteinsfjöll ligger i Grindavíkurbær kommun och en liten del i Ölfus kommun; den är kortare än det aktiva vulkaniska systemet efter en spricka, som även omfattar bergskedjan Bláfjöll (i kommunerna Reykjavíkurborg, Kópavogur och Ölfus).
Det vulkaniska systemet tillhör Islands västra vulkaniska zon. Liksom de flesta vulkaniska system som är aktiva på Island idag är det långsträckt och utformat i riktning sydväst–nordost.
Det vulkaniska systemet sträcker sig från den östra stranden av sjön Kleifarvatn ungefär till Ringvägen, Island på Hellisheiði, men en bit väster om denna sträcker den sig vidare parallellt med Hengill-systemet upp till Mosfellsheiði. I nivå med kraftverket Hellisheiðarvirkjun bildar ringleden gränsen mellan detta och det intilliggande Hengillsystemet. Sköldvulkanen Vífilsfell väster om Ringvägen tillhör fortfarande Brennisteinsfjöllsystemet, medan berget Reykjafell med det gamla skidhotellet på östra sidan av Ringvägen tillhör Hengillsystemet.

## Grundläggande egenskaper
Brennisteinsfjöllsystemet har ingen egentlig centralvulkan och har, såvitt bekant, inte producerat någon felsisk magma. Däremot är mafiska basaltstenar med olika sammansättning typiska. De magmatiska bergarter som finns i området med det vulkaniska systemet är främst hyaloklastiter och lava från interglaciala perioder, som delvis är täckta av sentida lava.